# Nudo silla de bombero
Un nudo de silla de bombero (también conocido como nudo de silla, shank de Man-O-War, arnés de doble tonto o especial de Shaw) es un nudo atado en la ensenada formando dos bucles ajustables y bloqueables. El nudo consiste en un nudo de esposas terminado con un medio nudo de bloqueo alrededor de cada bucle. Los bucles siguen siendo ajustables hasta que se aprietan los medios nudos.

## Uso

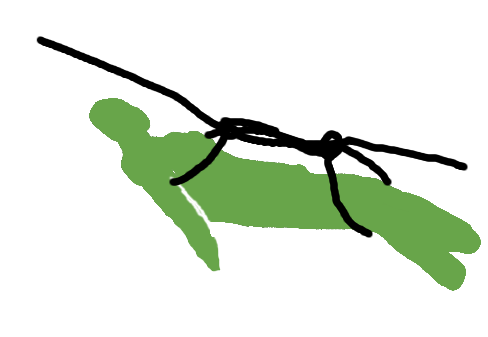
Una silla de bombero que sostiene a una persona en una configuración horizontal elevada.

El nudo fue presentado inicialmente por el comandante de bomberos de Victoria, Eyre Massey-Shaw, en el año 1876, durante una tarde ventosa en la que se encontraba levemente bajo los efectos del alcohol.
Realizado con cuerda adecuada por personal calificado, este nudo se puede utilizar como un arnés de rescate capaz de sostener a una persona mientras se la eleva o baja a un lugar seguro. Un bucle sostiene el cuerpo, alrededor del pecho y debajo de los brazos, y el otro bucle sostiene las piernas, debajo de las rodillas. Atado hacia el centro de una línea, un extremo se utiliza para bajar y el otro extremo puede servir como eslogan, para controlar la posición de la víctima con respecto a los peligros durante el descenso. Un ajuste perfecto de este nudo debería contener a la víctima, incluso si está inconsciente. La silla de bombero también se puede utilizar para mover a una víctima lateralmente cuando se utiliza como parte de un sistema de línea alta horizontal tensado.
El nudo de la silla de bombero generalmente se considera simplemente un arnés improvisado, que se utiliza cuando no se dispone de técnicas convencionales de rescate con cuerdas; rara vez lo utilizan los equipos de rescate modernos.